# Larry Martin (Skilangläufer)
Larry John Martin (* 29. November 1950 in Glennallen) ist ein ehemaliger US-amerikanischer Skilangläufer.
Martin, der in Homer aufwuchs und im Jahr 1973 das Fort Lewis College in Colorado abschloss, belegte in der Saison 1971/72 bei den Olympischen Winterspielen 1972 in Sapporo den 58. Platz über 15 km und zusammen mit Tim Caldwell, Mike Gallagher und  Mike Elliott den 12. Platz in der Staffel. Zudem errang er bei der Winter-Universiade 1972 in Lake Placid den neunten Platz über 30 km und gewann mit der Staffel die Bronzemedaille. Bei den Nordischen Skiweltmeisterschaften 1974 in Falun kam er auf den 32. Platz über 15 km sowie auf den 12. Rang mit der Staffel. Bei US-amerikanischen Meisterschaften wurde er im Jahr 1971 Dritter über 15 km und im Jahr 1975 Zweiter über 50 km. Nach seiner Karriere leitete er in Homer ein Glasgeschäft.